# Valeria
Valeria  è un nome proprio di persona italiano femminile.

## Varianti
- Femminili: Valiera
  - Alterati: Valerina
  - Ipocoristici: Vale
- Maschili: Valerio[1][2][3][4]

### Varianti in altre lingue
- Ceco: Valérie[2], Valerie[2]
- Croato: Valerija[2]
- Francese: Valérie[2]
- Greco moderno: Βαλέρια  (Valeria)
- Inglese: Valerie[2], Valarie[2], Valorie[2], Valery
  - Ipocoristici: Val[2]
- Latino: Valeria[2]
- Lettone: Valērija[2]
- Lituano: Valerija[2]
- Polacco: Waleria[2]
- Portoghese: Valéria[2]
- Rumeno: Valeria[2]
- Russo: Валерия (Valerija)[2]
- Serbo: Валерија (Valerija)[2]
- Slovacco: Valéria[2]
- Sloveno: Valerija[2]
- Spagnolo: Valeria[2]
- Tedesco: Valeria[2], Valerie[2]
  - Ipocoristici: Valeska[2]
- Ucraino: Валерія (Valerija)[2]
- Ungherese: Valéria[2]

## Origine e diffusione
È la forma femminile del nome Valerio tratto dal cognomen romano Valerius (portato dalla gens Valeria, una delle più illustri gens dell'Antica Roma); è basato sul verbo latino valere ("essere forte", "essere vigoroso", "stare bene", "valere"), quindi vuol dire "robusta", "forte", "sana".
Una figura con questo nome, Valeria Luperca, è presente nella mitologia romana, dove è una giovinetta che venne offerta in sacrificio alla dea Giunone, e che venne risparmiata grazie all'intervento divino.

## Onomastico
L'onomastico si può festeggiare in memoria di più sante, alle date seguenti;
- 5 giugno, santa Valeria, martire a Cesarea marittima con le compagne Zenaide, Ciria e Marcia[7]
- 28 aprile, santa Valeria, moglie di san Vitale e madre dei santi Gervasio e Protasio, martire a Milano[7]
- 9 dicembre, santa Valeria, discepola di san Marziale, martire cefalofora a Limoges[7]

## Persone

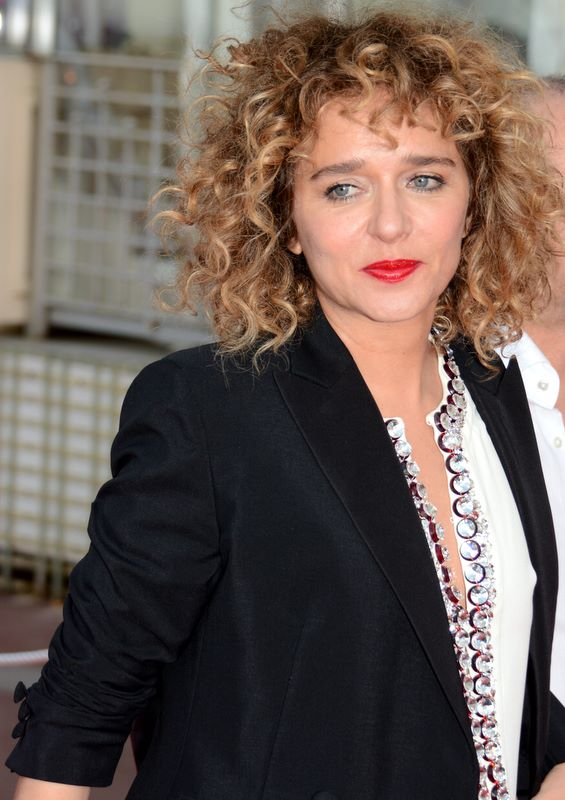
Valeria Golino

- Valeria Messalina, moglie dell'imperatore Claudio
- Valeria Bilello, attrice, conduttrice televisiva e modella italiana
- Valeria Bruni Tedeschi, attrice, regista, sceneggiatrice e montatrice italiana naturalizzata francese
- Valeria Cavalli, attrice e modella italiana
- Valeria Ciangottini, attrice italiana
- Valeria D'Obici, attrice italiana
- Valeria Fabrizi, attrice italiana
- Valeria Golino, attrice, regista e modella italiana
- Valeria Kleiner, calciatrice tedesca
- Valeria Marini, attrice, showgirl, stilista, e produttrice cinematografica italiana
- Valeria Mazza, supermodella e showgirl argentina
- Valeria Moriconi, attrice italiana
- Valeria Valeri, attrice e doppiatrice italiana

### Variante Valerie

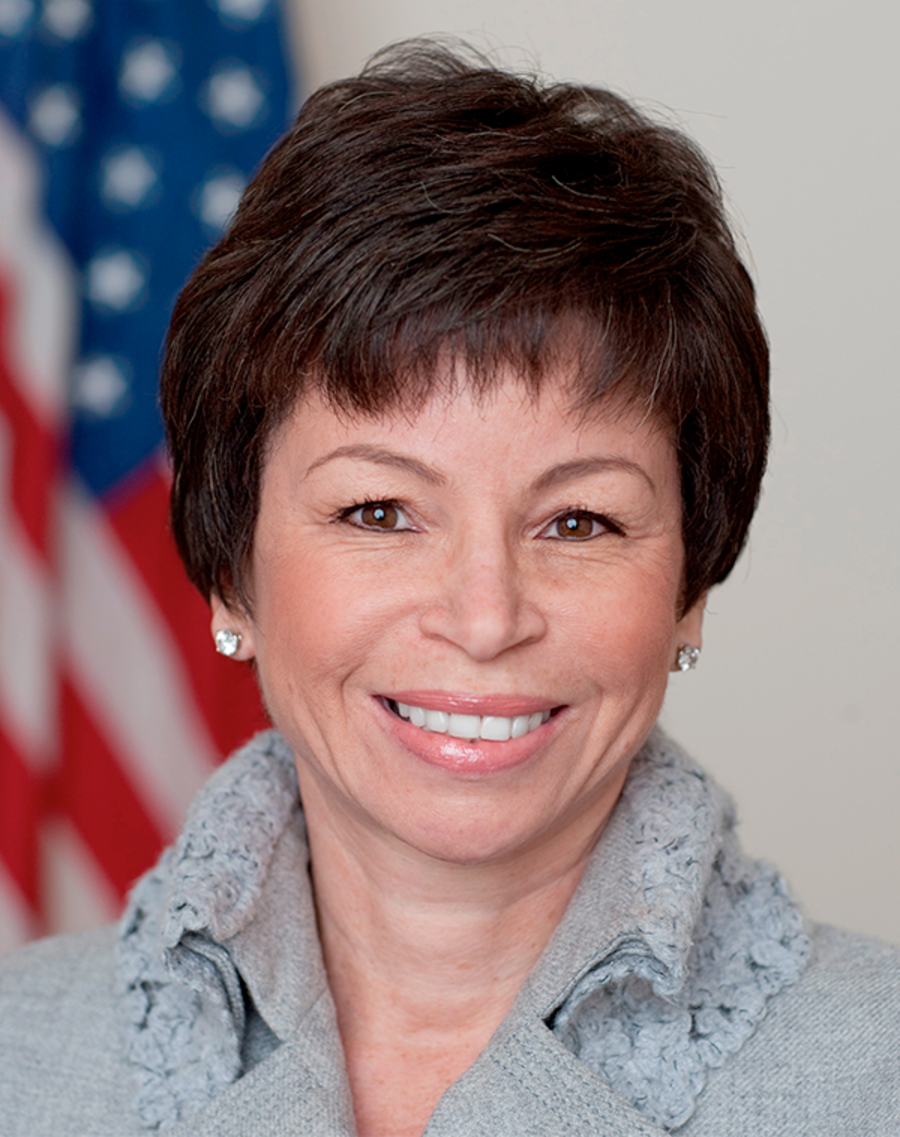
Valerie Jarrett

- Valerie Adams, atleta neozelandese
- Valerie Bertinelli, attrice statunitense
- Valerie Davies, aracnologa australiana
- Valerie Dore, cantante italiana
- Valerie French, attrice britannica
- Valerie Hobson, attrice britannica
- Valerie Jarrett, politica e avvocato statunitense
- Valerie Perrine, modella e attrice statunitense
- Valerie Plame, agente segreta statunitense
- Valerie Solanas, scrittrice, attrice e attivista statunitense

### Variante Valérie

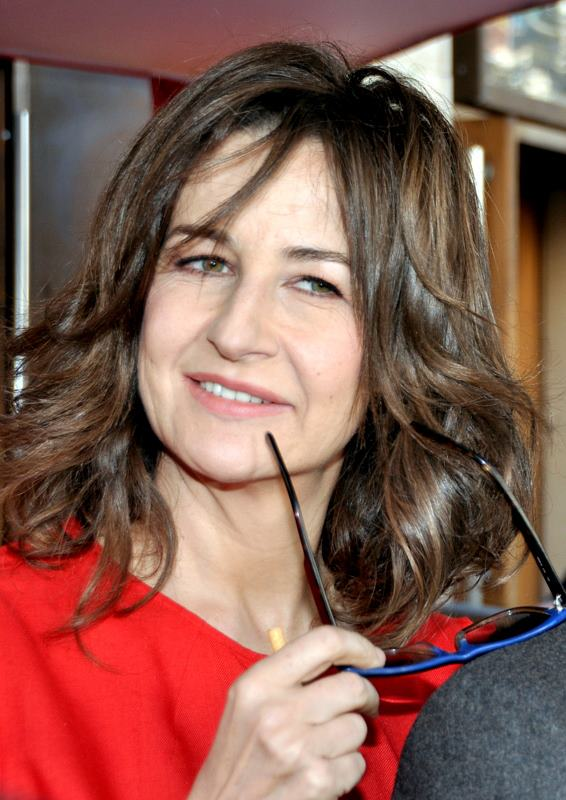
Valérie Lemercier

- Valérie Benguigui, attrice francese
- Valérie Bègue, modella francese
- Valérie Crunchant, attrice francese
- Valérie Donzelli, regista, attrice e sceneggiatrice francese
- Valérie Fourneyron, politica francese
- Valérie Kaprisky, attrice francese
- Valérie Lemercier, attrice e cantante francese
- Valérie Létard, politica francese
- Valérie Sajdik, cantante austriaca
- Valérie Trierweiler, giornalista francese

### Variante Valerija
- Valerija Auėrbach, compositrice e pianista russa
- Valerija Kelava, modella slovena
- Valerija Luk'janova, modella ucraina
- Valerija Solov'ëva, tennista russa

### Altre varianti
- Valeryja Berežynska, cestista ucraina
- Valorie Curry, attrice statunitense
- Valarie Rae Miller, attrice statunitense
- Valery Ortiz, attrice e modella portoricana

## Il nome nelle arti
- Valeria Banzi è un personaggio della serie televisiva Valeria medico legale.
- Valeria Ferro è un personaggio della serie televisiva Non uccidere.
- Valeria Gutiérrez è un personaggio della telenovela giovanile Teen Angels.
- Valerie Malone è un personaggio della serie televisiva Beverly Hills 90210.
- Valeria Montiel è un personaggio della telenovela Valeria.
- Valeria Musso è uno dei personaggi nella commedia Bene mio e core mio di Eduardo De Filippo.
- Valerie Page è un personaggio del fumetto V for Vendetta, e del film da esso tratto V per Vendetta.
- Valerie Perez è un personaggio dei fumetti DC Comics.
- Valérie è un personaggio della serie Pokémon.
- In campo musicale, Valerie è una canzone di Steve Winwood.
- Valerie è una canzone dei The Zutons, resa particolarmente celebre dalla versione interpretata da Amy Winehouse.
- Valeria è una canzone di Elsa Lila.